# Phaeoxyphiella morototoni
Phaeoxyphiella morototoni är en svampart som beskrevs av Bat. & Cif. 1963. Phaeoxyphiella morototoni ingår i släktet Phaeoxyphiella och familjen Capnodiaceae.   Inga underarter finns listade i Catalogue of Life.